# ヴァルダネス2世
ヴァルダネス2世（Vardanes II、？ - 58年、在位：西暦55年 - 58年）は、アルサケス朝パルティアの王。
パルティア王ヴォロガセス1世の息子であったが、反乱を起こしてメディア地方などを占領し、パルティア王としてコインを発行した。彼については他に殆ど何も知られていない。反乱は短期間で鎮圧され、彼が全パルティアを支配するようなことは無かった。